# Ламштет
Ламштет (њем. Lamstedt) општина је у њемачкој савезној држави Доња Саксонија. Једно је од 57 општинских средишта округа Куксхафен. Према процјени из 2010. у општини је живјело 3.341 становника. Посједује регионалну шифру (AGS) 3352029.

## Географски и демографски подаци
Ламштет се налази у савезној држави Доња Саксонија у округу Куксхафен. Општина се налази на надморској висини од 25 метара. Површина општине износи 52,6 km². У самом мјесту је, према процјени из 2010. године, живјело 3.341 становника. Просјечна густина становништва износи 63 становника/km².

## Међународна сарадња
| Мјесто | Држава | Врста сарадње | Од    |
| ------ | ------ | ------------- | ----- |
|        | Пољска | партнерство   | 1992. |
| Извор  |        |               |       |